# Sokoľany
Sokoľany – wieś (obec) na Słowacji położona w kraju koszyckim, w powiecie Koszyce-okolice. Pierwsze wzmianki o miejscowości pochodzą z roku 1251.
Według danych z dnia 31 grudnia 2012, wieś zamieszkiwało 1288 osób, w tym 647 kobiet i 641 mężczyzn.
W 2001 roku rozkład populacji względem narodowości i przynależności etnicznej wyglądał następująco:
- Słowacy – 85%
- Czesi – 0,28%
- Romowie – 12,78%
- Węgrzy – 0,09%

Ze względu na wyznawaną religię struktura mieszkańców kształtowała się w 2001 roku następująco:
- katolicy rzymscy – 89,54%
- grekokatolicy – 4,54%
- ewangelicy – 0,19%
- prawosławni – 0,09%
- ateiści – 4,07%
- nie podano – 1,02%